# 苏州市民卡
苏州市民卡，全称苏州市社会保障·市民卡，是苏州市人民政府面向本市户籍以及参加本市社会保险的非本市户籍人员发行的多功能、复合式的智能IC卡。2012年5月，苏州市民卡由苏州市民卡有限公司（前称苏州市城市信息化建设有限公司）正式发行。
此卡前身为于2003年发行的苏州通卡，該卡已於市民卡开始发行的同年停售。原有的苏州通双界面卡可在苏州市民卡网点缴付10元工本费免费换新卡。

## 历史
2003年1月，苏州市民卡有限公司（原苏州市城市信息化建设有限公司）正式成立。
2012年4月25日，由苏州市民卡有限公司与苏州市社会保障局联合发行的苏州市民卡A卡（暨苏州市社会保障·市民卡）举行正式发卡仪式。市民持有的苏州通卡可免费换为苏州市民卡B卡。
2012年6月，苏州市民卡有限公司取得中国人民银行颁发的《支付业务许可证》，标志着苏州市民卡公司拥有了进行小额支付业务的许可证。
2015年12月31日，苏州市民卡有限公司正式发行“江苏交通一卡通·苏州”全国交通一卡通卡，苏州市民卡正式接入全国交通一卡通互联互通网络。
2020年7月22日，江苏交通一卡通·苏州正式上线Apple Pay，使苏州市民乘坐公共交通时拥有了更多样化的支付方式选择。
2021年5月20日，苏州市人力资源与社会保障局、苏州市民卡有限公司正式发行江苏（苏州）一卡通（暨苏州市第三代社保卡）。自此，苏州市发行的社保卡可在长三角通用，持苏州市发行的社会保障卡更可在加入了全国交通一卡通互联互通项目的城市内通用。

## 卡片种类
苏州市民卡现分为两种，分别为：
- A卡（社会保障卡）：支持社会保障卡的社会保障、医疗保险功能，同时带有借记卡的金融功能，也可用于支付公共交通车资。惟现时江苏（苏州）一卡通由于卡片内市民卡模块使用交通部标准制卡无法在原苏州市社会保障·市民卡支持的小额消费领域使用。
- B卡（交通卡）：即原苏州通功能，仅能用于支付公共交通车资或进行小额支付。惟现时发行的江苏交通一卡通·苏州由于卡片使用交通部标准制卡原因无法在小额支付领域使用。

## 市内使用

### 使用范围
苏州市民卡可在苏州市内所有公交线路、苏州轨道交通、苏州有轨电车及苏州市内支持市民卡刷卡消费的计程车上使用。
苏州市社会保障·市民卡和原苏州市民卡B卡可在交通领域及苏州大市内特约商户使用。

### 优惠政策

#### 公共交通优惠
| 卡片种类                             | 地区     | 公共交通种类       | 折扣                                                               |
| ------------------------------------ | -------- | ------------------ | ------------------------------------------------------------------ |
| 普通成人卡                           | 苏州市区 | 公交               | 6折                                                                |
| 普通成人卡                           | 苏州市区 | 轨道交通（含昆山） | 一个自然月内，1-15次享9.5折优惠，16-30享9折优惠，第31次起享8折优惠 |
| 普通成人卡                           | 苏州市区 | 有轨电车           | 7折                                                                |
| 普通成人卡                           | 苏州市区 | 出租车             | 无折扣                                                             |
| 普通成人卡                           | 张家港市 | 公交               | 9.5折                                                              |
| 普通成人卡                           | 常熟市   | 公交               | 8折                                                                |
| 普通成人卡                           | 昆山市   | 公交               | 6折                                                                |
| 普通成人卡                           | 昆山市   | 上海地铁           | 无折扣                                                             |
| 普通成人卡                           | 太仓市   | 公交               | 7折                                                                |
| 教育E卡通 （义务教育阶段学生学生卡） | 苏州市区 | 公交               | 免费 （需每月增效）                                                |
| 教育E卡通 （义务教育阶段学生学生卡） | 苏州市区 | 轨道交通           | 免费 （需每月增效）                                                |
| 教育E卡通 （义务教育阶段学生学生卡） | 苏州市区 | 有轨电车           | 免费 （需每月增效）                                                |
| 尊老卡 （60-69周岁）                 | 苏州市区 | 公交               | 免费                                                               |
| 尊老卡 （60-69周岁）                 | 苏州市区 | 轨道交通           | 5折                                                                |
| 尊老卡 （60-69周岁）                 | 苏州市区 | 有轨电车           | 5折                                                                |
| 尊老卡 （60-69周岁）                 | 张家港市 | 公交               | 5折                                                                |
| 尊老卡 （70周岁及以上）              | 苏州市区 | 公交               | 免费                                                               |
| 尊老卡 （70周岁及以上）              | 苏州市区 | 轨道交通           | 免费 （工作日7:00-9:00，17:00-19:00除外，以进站时间为准）          |
| 尊老卡 （70周岁及以上）              | 苏州市区 | 有轨电车           | 免费                                                               |
| 尊老卡 （70周岁及以上）              | 张家港市 | 公交               | 免费                                                               |
| 无偿献血爱心卡                       | 苏州市区 | 公交               | 免费                                                               |
| 无偿献血爱心卡                       | 苏州市区 | 轨道交通           | 免费                                                               |
| 无偿献血爱心卡                       | 苏州市区 | 有轨电车           | 免费                                                               |

##### 换乘优惠
苏州市区内持苏州市民卡、吴江市民卡（可免费换新版卡片）、昆通卡和各类交通联合卡（本地卡、异地卡均可）可在90分钟内公交与轨道交通换乘、公交之间等换乘时享受2元换乘优惠。该优惠在90分钟内无次数限制。
昆山公交换乘优惠仅限昆通卡和苏州市民卡。
在公交线路之间换乘、公交换乘有轨电车、轨道交通换乘公交线路和有轨电车间换乘时，在原享受票价优惠基础上享受2元优惠。票价剩余部分按原优惠票价支付。轨道交通线路之间换乘不享受优惠。

## 市外使用
江苏交通一卡通·苏州及江苏（苏州）一卡通（卡号以3104 8303开头）均支持异地使用。教育E卡通、尊老卡、苏州市民卡B卡及苏州市社会保障·市民卡（卡号以2150开头）均不支持异地使用。

### 江苏省内[4]
江苏省内所有地级市公交、地铁及部分支持刷卡消费的出租车均支持使用江苏交通一卡通·苏州及江苏（苏州）一卡通。
其中，无锡市、常州市、苏州市互相签署协议给予对方城市的交通卡优惠。持无锡、常州或苏州任意一市的交通联合卡在苏锡常都市圈内使用同对应城市本地交通卡优惠。
江苏交通一卡通·苏州及江苏（苏州）一卡通在江苏省内享受的优惠如下。
| 行业   | 城市                     | 折扣   |
| ------ | ------------------------ | ------ |
| 公交   | 常州市                   | 6折    |
| 公交   | 无锡市                   | 6折    |
| 公交   | 江阴市                   | 6折    |
| 公交   | 宜兴市                   | 6折    |
| 公交   | 溧阳市                   | 8折    |
| 公交   | 泰州市（市区）           | 7折    |
| 公交   | 兴化市                   | 7折    |
| 公交   | 泰兴市                   | 9折    |
| 公交   | 靖江市                   | 9折    |
| 公交   | 南通市（市区）           | 7折    |
| 公交   | 如皋市（城市、镇村路线） | 7折    |
| 公交   | 如皋市（城乡路线）       | 9折    |
| 公交   | 如东县（城市、镇村路线） | 9折    |
| 公交   | 如东县（城镇路线）       | 8折    |
| 公交   | 启东市（城市路线）       | 8折    |
| 公交   | 启东市（城镇路线）       | 9折    |
| 地铁   | 无锡市                   | 9.5折  |
| 地铁   | 常州市                   | 9.5折  |
| 地铁   | 南京市                   | 9.5折  |
| 出租车 | 常州市                   | 无优惠 |
| 出租车 | 无锡市                   | 无优惠 |

除苏、锡、常同城优惠外，上述优惠政策仅供参考，本卡在省内其他城市消费优惠政策以当地公共交通运营企业实际优惠政策为准。

### 全国
江苏交通一卡通·苏州及江苏（苏州）一卡通均支持在全国327个地级以上接入全国交通一卡通互联互通项目的城市（含5个示范区）内刷卡使用，消费优惠政策以当地公共交通运营企业实际优惠政策为准。

## 註解
1. ↑  包括姑苏区、吴中区、相城区、工业园区、高新区、吴江区。
2. ↑  原常熟市信息化发展有限公司与苏州市民卡有限公司合作发行的江苏交通一卡通·常熟市民卡由于合同已到期停止发行。目前，常熟市内的交通卡为仅户籍为常熟市的苏州市民办理江苏（苏州）一卡通（第三代社会保障卡）时默认开启的联机账户，联机账户在常熟市内公共交通工具使用时享受8折及常熟市内公共交通换乘优惠。普通苏州市民卡（包括市民卡B卡、交通联合卡）在常熟市内使用时仅享受公共交通8折优惠，不享受换乘优惠。
3. ↑  上海地铁11号线昆山段（兆丰路-花桥）由昆山市轨道交通投资发展有限公司与上海申通地铁集团有限公司共同运营。站点内的刷卡闸机由上海公共交通卡有限公司进行结算收单工作，仅给予上海市内发行的上海公共交通卡优惠。
4. ↑  含苏州市民卡A卡、苏州市民卡B卡、月票卡及苏州市民卡公司发行的常熟市民卡（目前已停止发行，旧卡可继续充值使用）。

## 外部連結
- 苏州市民卡官方网站 （页面存档备份，存于）
- 江苏交通一卡通官方网站 （页面存档备份，存于）